# Phyllastrephus icterinus
El bulbul icterino (Phyllastrephus icterinus) es una especie de ave paseriforme de la familia Pycnonotidae propia de África occidental y central.

## Descripción
El bulbul de icterion mide entre 15 y 16 cm de largo. El plumaje de sus partes superiores es principalmente de color verde oliváceo y el de las inferiores amarillo claro, con cierto manchado verdoso en el pecho y los blancos.

## Taxonomía
El bulbul icterino fue descrito científicamente por el ornitólogo francés Bonaparte en 1850, y lo clasificó en el género Trichophorus (un sinónimo de Criniger). El término icterinus se refiere a su color amarillo claro. 
Anteriormente se consideraba que el bulbul de Lorenz era una subespecie de bulbul icterino.

### Bulbul de Liberia
Hasta 2018 se creía que el bulbul de Liberia era una especie separada, Phyllastrephus leucolepis, pero en realidad es un morfo de color raro de bulbul icterino presente en el bosque de Cavalla, en el sureste de Liberia. El bulbul de Liberia se conoce solo por unos pocos avistamientos entre 1981 y 1984, y un espécimen recolectado en 1984. En 2017 los análisis de ADN revelaron que se trataba simplemente de un bulbul icterino con una coloración aberrante, posiblemente causada por carencias alimenticias. La anomalía en el color de su plumaje consiste en manchas amarillas en la punta de las plumas secundarias, tanto rémiges como coberteras.

## Distribución y hábitat
El bulbul icterino habita en África occidental, desde Guinea y Ghana hasta el sur de Nigeria; y en África Central, extendiéndose por la República Democrática del Congo y llegando hasta Uganda y el extremo noroccidental de Angola. Su hábitat natural son los bosques húmedos tropicales y las sabanas húmedas.